# Slawischer Burgwall

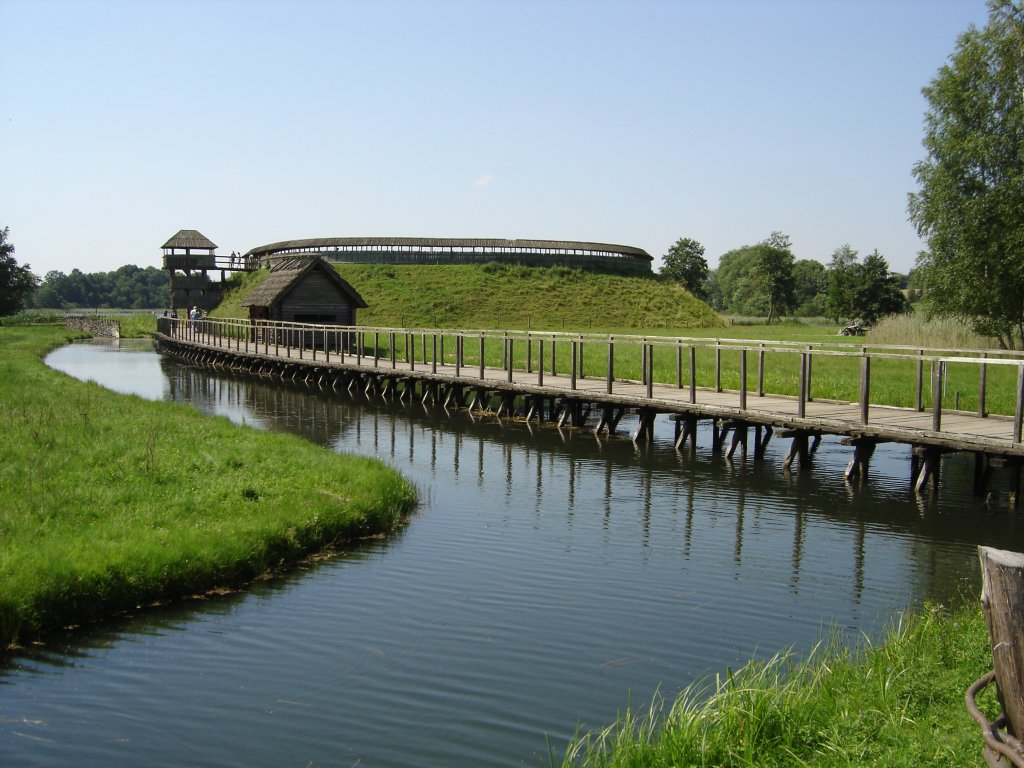
Rekonstruktion einer slawischen Wallburg im Freilichtmuseum Groß Raden

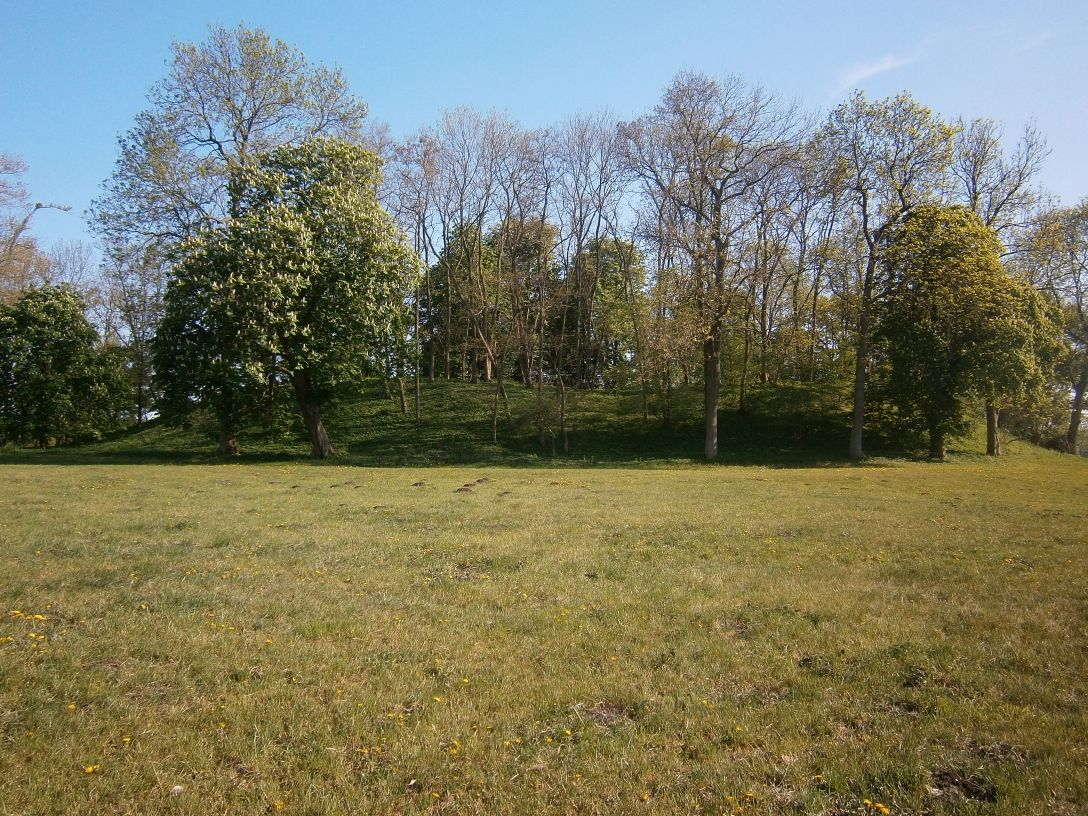
Burgstall des Burgwalls Clausdorf

Slawische Burgwälle (Burgstädte, Gard bzw. Grad) sind eine charakteristische Siedlungsform des Mittelalters im östlichen Mitteleuropa. Sie haben innerhalb von slawischen Siedlungskammern eine zentralörtliche Funktion, sind jedoch kein zwingendes ethnisches Kennzeichen, denn sie verdanken ihre Entstehung bestimmten Gesellschaftsstrukturen, die auch bei germanischen Völkern anzutreffen sind. Ungefähr 3000 Anlagen sind bekannt, davon rund 2000 in Polen, rund 700 in Deutschland (zumeist östlich der Elbe-Saale-Linie; vgl. Germania Slavica) und rund 300 in Böhmen, Mähren und der Slowakei.

## Bezeichnungen
Die Bezeichnungen in den slawischen Sprachen des betreffenden Gebietes leiten sich alle vom den Kentumsprachen gemeinen Wort g'herdh- (altnordisch garðr, walisisch -gardd; dänisch -gaard; ähnlich wie bei Burg Stargard, Białogard) ab. So lautet die tschechische Bezeichnung hrad/hradiště, auf Slowakisch hrad/hradisko, im Polnischen gród/grodzisko und in den beiden sorbischen Sprachen hrodźišćo (obersorb.) bzw. groźišćo (niedersorb.).  Im Slowenischen steht der Begriff gradišče für Wallburg bzw. befestigte (Höhen)siedlung. Ringwälle solcher Anlagen findet man an mehreren Orten in der Unter- und Oberkrain unter der Bezeichnung cvinger – möglicherweise abgeleitet von deutschen Wort Zwinger.

## Entstehung und Verbreitung
Die Rekonstruktion von Burgwällen ist auf Schriftquellen und archäologische Befunde angewiesen. Nach den späteren Schriftquellen scheint es Burgwälle bei den Westslawen seit dem 8. Jahrhundert gegeben haben; die Wogastisburg wird sogar bereits im frühen 7. Jahrhundert erwähnt. Archäologisch sind slawische Burgwälle bisher erst seit dem 9. Jahrhundert nachweisbar. Der Beginn des Burgenbaus war regional verschieden; er korrespondierte mit anderen (wirtschaftlichen, sozialen und politischen) Differenzierungen.
Burgwälle sind kein importierter Bautyp. Es bedurfte zunächst der Herausbildung bestimmter Siedlungs- und Sozialstrukturen für die im Rahmen der sogenannten Völkerwanderung zugewanderte slawische Bevölkerung. Sie entstanden nicht selten am Ort einer älteren, unbefestigten Slawensiedlung. In einigen Fällen wurden sogar verfallene jungbronze- und eisenzeitliche Anlagen genutzt (z. B. die „Römerschanze“ bei Potsdam).
Die slawischen Burgwälle sind im Zusammenhang mit dem zeitgleichen Burgenbau in den deutschen Nachbargebieten zu sehen. Sie kommen nur dort vor, wo sich selbstständige slawische Gesellschaften entwickeln konnten, fehlen also trotz slawischer Besiedlung in Thüringen, im Main-Regnitz-Gebiet (Bavaria Slavica) und in Niederösterreich, denn hier siedelten die Slawen innerhalb des fränkischen Reichs.
Unter Berücksichtigung von vielfachen Übergangsformen lassen sich drei Phasen ausmachen: Die ältesten Anlagen haben eher den Charakter von Fliehburgen und erfordern daher eine größere Fläche; zugleich dienten sie aber auch der Demonstration und Repräsentation von Herrschaft. Mit der Konsolidierung hierarchischer sozialer Strukturen (slawischer Adel) werden sie zunehmend zu Herrschaftsburgen, die kleiner und weniger zahlreich sind. Mit der Entwicklung der wirtschaftlichen Kräfte werden die Herrschaftsburgen um Suburbien-artige Vorburgen ergänzt, in denen Handwerk und Handel angesiedelt sind. Je bedeutender ihre Zentralortfunktion, desto größer werden sie und entwickeln sich zu slawischen Frühstädten. Die größten werden zum Ausgangspunkt großräumiger Herrschaftsbildungen, z. B. Brandenburg an der Havel und Gnesen. Eine Vielzahl frühdeutscher Städte in Brandenburg sind aus slawischen Burgwällen entstanden, z. B. Brandenburg an der Havel, (Berlin-)Köpenick, (Berlin-)Spandau, Jüterbog, Mittenwalde, Treuenbrietzen und Zossen.

## Funktion

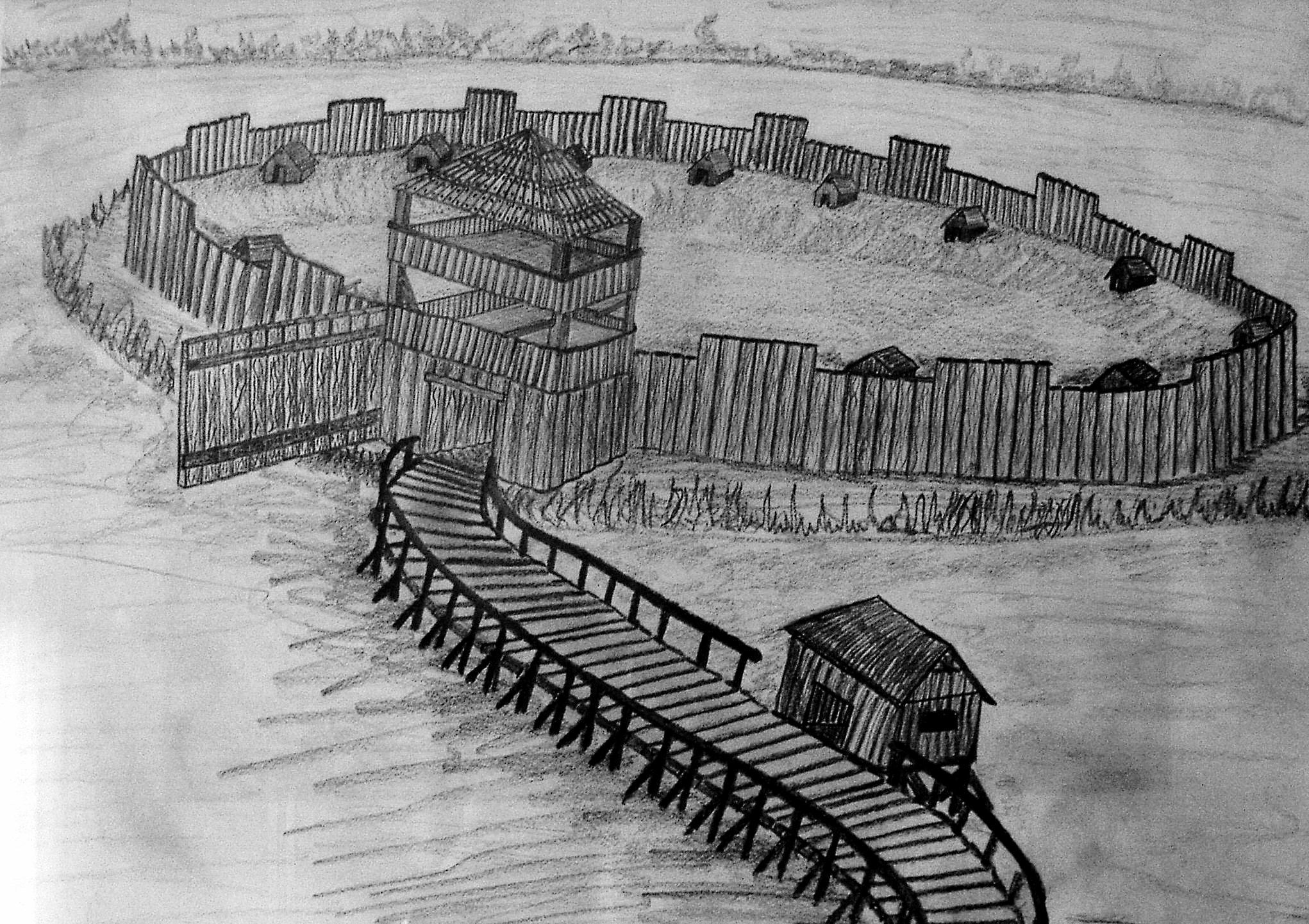
Slawische Burg

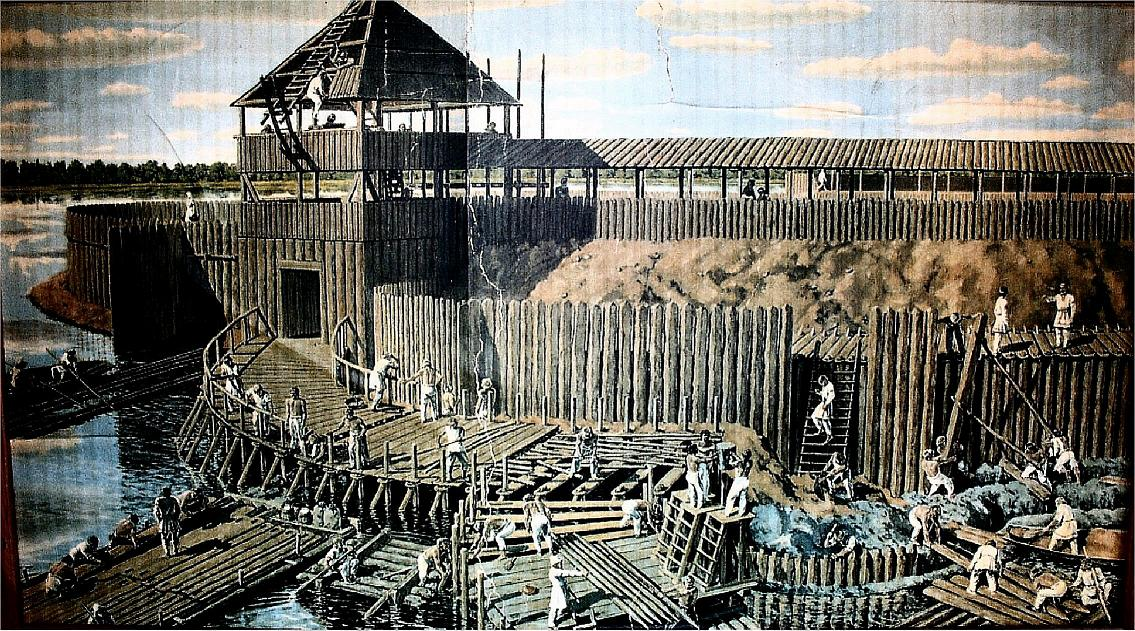
Slawen beim Bau einer Inselburg 10. Jahrhundert

Die zentralörtliche Funktion ist wichtiger als die militärische, denn es treten keine „Grenzburgen“ zur Verteidigung eines Territoriums auf. Erst im Rahmen der Reichsbildungen des 10./11. Jahrhunderts lassen sich auch strategische Gesichtspunkte für die Anlage von Burgwällen erkennen. Dennoch werden zur Herrschaftssicherung zusätzlich zu den Fürstenburgen im Rahmen der „Kastellaneiverfassung“ abhängige Burgwälle angelegt, die Beauftragten (Kastellanen, Statthaltern) der Fürsten anvertraut sind. Dieses System zeigt auffällige Parallelen zum ottonischen Burgwardsystem. Sie bildeten eine Art Verwaltungsbezirke mit einer Befestigung als Mittelpunkt. Oft knüpften nach der Eroberung die frühdeutschen Burgwarde an die slawischen Burgwallbezirke an. Da das Christentum im westslawischen Raum zu einem wichtigen Bindemittel der Herrschaft geworden war, besaßen die zentralen Burgwälle der Slawenfürsten seit dem 9. bzw. 10. Jahrhundert stets einen Kirchenbau.
Die Burgwälle stellen nicht nur politische, sondern auch wirtschaftliche und kultische Zentralorte dar. In einigen Fällen gibt es ausgesprochene Kultburgen wie z. B. Arkona und Rethra. Neben den charakteristischen Burgwällen gibt es auch besondere, abweichende Befestigungsformen, die sogenannten „Herrenhöfe“, vor allem in Böhmen, Mähren und der Slowakei.

### Tempelburg
Etliche slawische Wallburgen gelten als sogenannte Tempelburgen, da sich in ihnen Kultstätten zur Verehrung slawischer Gottheiten befunden haben sollen. Sicher bekannt ist dies von der Jaromarsburg am Kap Arkona auf Insel Rügen, deren Kultstätte dem Gott Svantovit geweiht war. Eine weitere Tempelburg soll sich entweder in Garz oder im Burgwall von Venz nahe Gingst befunden haben. In dieser wurde Gott Rugievit verehrt. Eine weitere urkundlich belegte slawische Tempelburg war Rethra, die bislang nicht sicher lokalisiert werden konnte.

## Lage und Grundriss
Lage und Grundriss der Burgwälle hängen von den jeweiligen topographischen Gegebenheiten ab; es lassen sich keine regionalen oder zeitlichen Schwerpunkte feststellen. Einfacher zu befestigen waren Höhenlagen und Inselsiedlungen. Letztere erforderten anspruchsvolle Brückenbauten, wie sie von Ibn Yaqub und Saxo Grammaticus beschrieben worden sind und dem archäologischen Befund von Behren-Lübchin entsprechen. Großburgen finden sich wegen des Platzbedarfs eher in den Niederungen. Einen besonderen Typ stellen kleine, kreisrunde bis ovale Ringwälle von lediglich 20–30 m Innendurchmesser dar, die vor allem dem 9.–11. Jahrhundert angehören. Ihre Bauform ging möglicherweise von den zeitgleichen sächsischen Ringwällen aus. Gehäuft kommen sie in der Niederlausitz vor, wo sie eine geschlossene Burgenlandschaft bilden. Dies hängt möglicherweise damit zusammen, dass in der Niederlausitz die ottonisch begründete Herrschaft nicht im Großen Slawenaufstand von 983 unterging. Auch die Burg 5 in Spandau, in der die Ausgräber eine Motte nach französischem Vorbild vermuten, könnte auf (zwischenzeitliche) deutsche Herrschaft hinweisen.

## Konstruktion

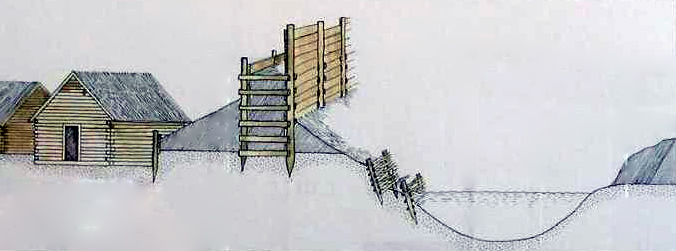
Konstruktion eines slawischen Burgwalls

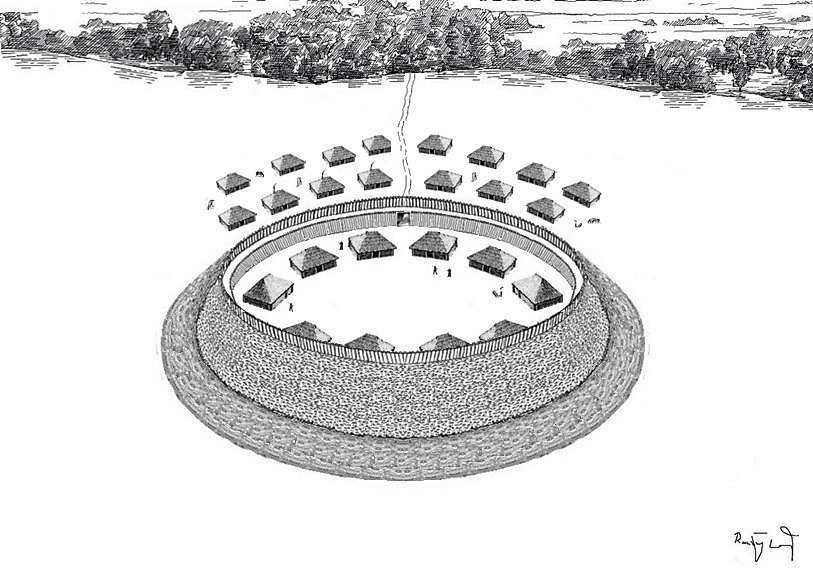
Mögliches Aussehen einer kleinen mittelslawischen Burganlage des 9./10. Jahrhunderts

Alle früh- und hochmittelalterlichen Befestigungen besaßen sogenannte Holz-Erde-Mauern, verbunden mit einem außen liegenden Sohlgraben, dessen Aushub auch das Füllmaterial lieferte. Die kreuzweise (rostartige) Verlegung kaum bearbeiteter Hölzer in unregelmäßigem Abstand stellt die einfachste und häufigste Möglichkeit dar, um einem Erdwall durch eingezogene Hölzer Stabilität zu verleihen. Die Kastenkonstruktion wurde von der ur- und frühgeschichtlichen Forschung zunächst als Weiterentwicklung der Rostbauweise interpretiert, dendrochronologische Untersuchungen zeigen jedoch, dass die Kastenbauweise bereits vor der Rostbauweise im Elberaum verbreitet war. Die Kästen konnten in mehreren Reihen stehen und wurden mit Erde aufgefüllt. Technisch gesehen stellen Rostkonstruktionen ein Innengerüst dar; Kastenkonstruktionen bilden eine äußere Hülle. Innere Ankerbalken können die Kästen zusammenhalten und lassen sich als Übergangsform zwischen den beiden Konstruktionstypen verstehen.
An die Kastenkonstruktionen können sich Plankenwände anschließen. Den Plankenwänden ähneln aufgesetzte Palisaden. Mitunter kommen auch Flechtwerkverbände vor, die die Holz-Erde-Mauer im Inneren zusammenhalten. Im Mittelgebirgsraum wurde mit plattigem Gestein ein Trockenmauerwerk zum Brandschutz der unteren Wallaußenseite verwendet. Es lässt sich also eine beträchtliche Flexibilität in der Bauweise erkennen.
Bisher sind zu wenige Toranlagen ausgegraben worden, die – sofern es sich um Tunneltore handelt – vermutlich oft zu komplizierteren Anlagen (Tortürme) ausgebaut wurden, wie vor allem Saxo Grammaticus berichtet. Der archäologische Nachweis der verbrannten oder eingestürzten Türme ist jedoch schwierig.

## Bedeutende Burgwälle

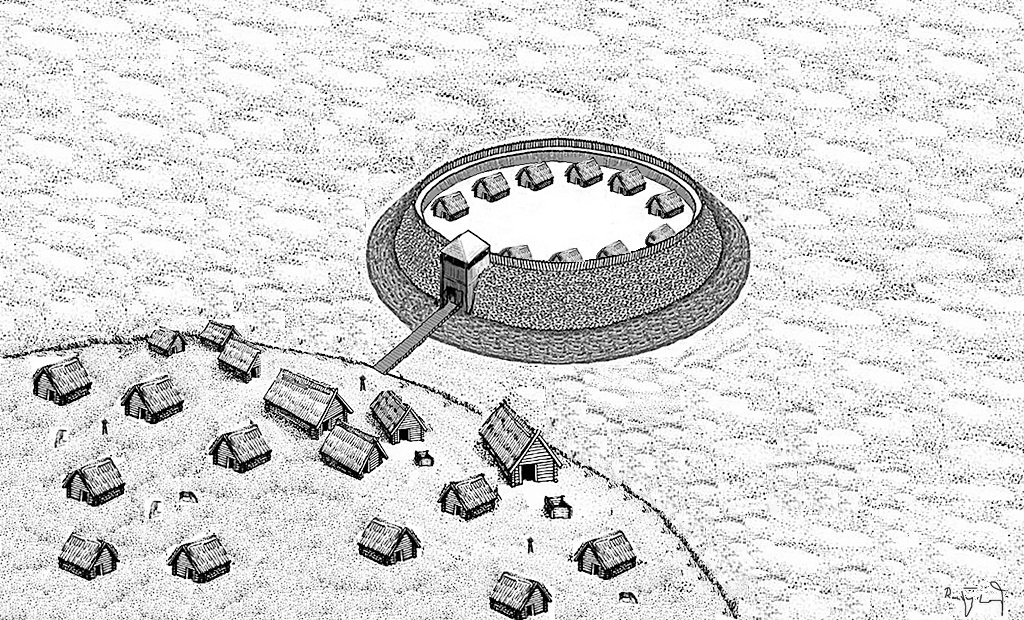
Mögliches Aussehen einer mittelslawischen Kleinburg der Lausitzer; 9./10. Jahrhundert

### Mecklenburg-Vorpommern
- Burgwall Feldhusen auch Harkenwall in der Nähe des Deipsees bei Feldhusen, Gemeinde Dassow im Landkreis Nordwestmecklenburg[5][6]
- Alt Gaarz (Alte Burg), seit 1938 Rerik[7]
- Burgwall von Behren-Lübchin, teilweise wiederaufgebaut im Archäologischen Freilichtmuseum Groß Raden
- Schlossberg bei Feldberg
- Burgwall Gädebehn (Gemeinde Knorrendorf) im Landkreis Mecklenburgische Seenplatte
- Burgwall Ganschendorf (Gemeinde Sarow) im Landkreis Mecklenburgische Seenplatte
- Burgwall Glienke (Stadt Friedland) im Landkreis Mecklenburgische Seenplatte
- Burgwall Grapenwerder (Gemeinde Penzlin) im Landkreis Mecklenburgische Seenplatte
- Burgwall von Kieve im Landkreis Mecklenburgische Seenplatte
- Mecklenburg in dem Ort Dorf Mecklenburg bei Wismar, Namensgeber des Landes
- Slawischer Burgwall bei Menkendorf, ein Ortsteil der Gemeinde Grebs-Niendorf
- Burgwall Mölln (Gemeinde Mölln) im Landkreis Mecklenburgische Seenplatte
- Burgwall Möllenhagen (Gemeinde Möllenhagen) im Landkreis Mecklenburgische Seenplatte
- Ravensburg bei Neubrandenburg
- Burgwälle am Kastorfer See bei Neubrandenburg
- Burgwall Neu Nieköhr (Gemeinde Behren-Lübchin) im Landkreis Rostock
- Burgwall von Neu-Kentzlin (Gemeinde Kentzlin) zwischen Demmin und Stavenhagen
- Burgwall Quadenschönfeld im Landkreis Mecklenburgische Seenplatte
- Burgwall von Groß Raden bei Sternberg
- Burgwallinsel im Teterower See
- Burgwall Werle nahe dem Kassower Ortsteil Werle zwischen Schwaan und Bützow
- Burgwall Wittenborn (Gemeinde Galenbeck) im Landkreis Mecklenburgische Seenplatte
- Burgwall Wulfsahl im Landkreis Ludwigslust-Parchim
- Burgwall unter dem Schweriner Schloss

Rügen
- Burgwall am Kap Arkona – die Jaromarsburg[7]
- Burgwall Garz/Rügen
- Burgwall Charenza bei Venz in der Gemeinde Trent
- Herthaburg nahe der Stubbenkammer im Nationalpark Jasmund

### Berlin-Brandenburg
- Burgwall Altfriesack, Fehrbellin
- Burgwall Bärwalde, Niederer Fläming
- Burgwall Biesenthal, Landkreis Barnim
- Burgwall bei Blankenburg, Berlin[8]
- Brandenburg, Brandenburg an der Havel
- Copnic (Köpenick), Berlin
- Wallberg von Groß Fredenwalde, Gerswalde
- Burgwall bei Kliestow, Frankfurt (Oder)
- Burgwall Körzin, Stücken, Michendorf
- Burgwall Leegebruch, Leegebruch
- Burgwall Lossow, Frankfurt (Oder)
- Slawenburg Lübben, Lübben (Spreewald)
- Slawenburg Raddusch, Vetschau/Spreewald
- Burgwall Reckahn, Reckahn
- Burgwall Riewend, Riewend
- Römerschanze, Potsdam
- Slawenburg Ruppin, Neuruppin
- Spandauer Burgwall, Berlin
- Slawenburg Tornow, Calau
- Reitweiner Wallberge, Reitwein
- Burgwall Weinberg-Waldsiedlung

### Sachsen

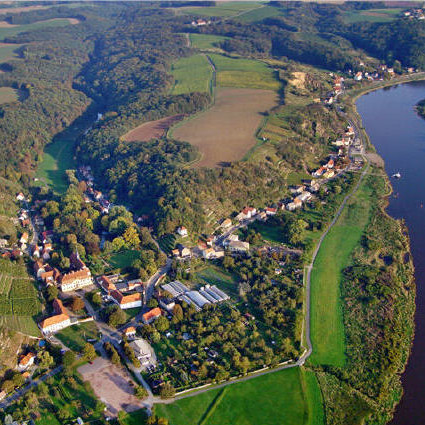
Goldkuppe

- Gana, Hauptburg der Daleminzier, wahrscheinlich bei Stauchitz
- Burgberg Zschaitz an der Jahna, Gemeinde Jahnatal
- Leckwitzer Schanze⊙[9] in Leckwitz, Ortsteil von Nünchritz im Landkreis Meißen
- Jokischberg und Burgser Robschütz, Gemeinde Klipphausen
- Burgberg Löbsal, Gemeinde Diera-Zehren (das vermutete Liubusua)
- Ringwall Goldkuppe bei Diesbar-Seußlitz
- Wallanlage Göhrisch bei Hirschstein
- Alter Wall bei Neuhirschstein an der Elbe[10]
- Burgstall Wechselburg, zwischen Wechselburg und Fischheim
- Wetzsteinberg, Königsfeld in der Verwaltungsgemeinschaft Rochlitz
- Burg Eilenburg, Eilenburg
- Kötterner Porschel, Seelitz
- Fischheimer Borstel, Fischheim in der Gemeinde Seelitz
- Bieserner Borstel, Biesern in der Gemeinde Seelitz
- Burgberg Niederwartha, Dresden
- Böhmerwall, Niederwartha in der Stadt Dresden
- Bresnice, Briesnitz in der Stadt Dresden
- Heidenschanze, Coschütz in der Stadt Dresden
- Burgstädtel, Omsewitz in der Stadt Dresden
- Burgberg Lockwitz, Dresden
- Burgberg Loschwitz, Dresden
- Kanapee Pillnitz, Dresden
- Burg Dohna, Dohna
- Burgwall Robisch, Dohna
- Burgstädtel, Kleinborthen in der Gemeinde Dohna
- Wallburg Pirna-Sonnenstein, Pirna
- Kesselberg, Pirna

Oberlausitz (Raum Bautzen/Löbau):
Skalenburgen/Slawenburgen aus der Zeit 500 v. Chr. bis 1000 n. Chr.
- Doberschauer Schanze (Skalenburg Dobruš) in Doberschau bei Bautzen
- Doppelskalenburg Lauske/Zschorna bei Weißenberg
- Coblenzer Schanze bei Göda
- Dobranitzer Schanze bei Göda
- Slawenburg auf dem Strohmberg bei Weißenberg
- Skalenburg Niethen bei Bautzen, mit 120 × 80 Meter Ausdehnung eine der größten Anlagen der Lausitz
- Slawenburg auf dem Rotstein bei Löbau
- Skalenburg Blösa bei Bautzen
- Skalenburg Kleinseitschen (Seitschener Schanze) bei Bautzen, ab 1012 Herrensitz des Burgwards Sciciani
- Skalenburg in der Georgewitzer Skala bei Löbau
- Slawenburg Burg Körse, Kirschau

### Sachsen-Anhalt
- Burgwall Altes Dorf im Magdeburger Stadtteil Pechau
- Burgwall Wust
- Schmiedeburg bei Lödderitz, auf dieser wurde der Försterfriedhof Lödderitz eingerichtet
- Burg Jerichow
- Burg Pritzlawa, am Zusammenfluss von Elbe und Havel

### Niedersachsen
- Burgwall im Elbholz
- Burgwall von Meetschow
- Weinbergsburg
- Burgwall von Clenze
- Oerenburg

### Schleswig-Holstein
- Liste frühmittelalterlicher Burganlagen in Hamburg und Schleswig-Holstein darunter
  - Burgwall der slawischen Siedlung Starigard im heutigen Oldenburg – der Oldenburger Wall
  - Oldenburger Wall (Horst)
  - Burgwall Kittlitz
  - Sirksfelder Schanze

### Bayern
- Wallanlage Rauher Kulm, Oberpfalz

Österreich / Niederösterreich
- Gars am Kamp

### Tschechien
- Rubín
- Svatovík
- Prachovské skály

### Polen
- Wallburg Chrobry in Szprotawa